# Montevideo-Gneis
Der Montevideo-Gneis ist ein knapp 3500 Millionen Jahre alter Orthogneis des Paläoarchaikums im Südwesten Minnesotas. Zusammen mit dem benachbarten Morton-Gneis und dem Watersmeet Gneiss Dome im Norden Michigans bildet er das bisher älteste bekannte Gestein der Vereinigten Staaten.

## Etymologie
Der Montevideo-Gneis, Englisch Montevideo Gneiss, ist nach der im Minnesota River Valley gelegenen Kleinstadt Montevideo benannt. Namensverleihend für die Kleinstadt war aber die uruguayische Hauptstadt Montevideo. Deren Name geht auf den Ausruf eines Seemanns zurück, der beim Anblick des Cerro de Montevideo ausrief: „montem video“ (bzw. vergleichbare Versionen) – ich sehe den Berg !

## Geschichtliches
Der Montevideo-Gneis wurde im Jahr 1956 von E. H. Lund erstmals ausführlicher untersucht. Ihm folgte im Jahr 1961 Samuel S. Goldich, der eine erste radiometrische Altersuntersuchung vornahm. Spätere bedeutende Bearbeiter waren Glen R. Himmelberg und W. C. Phinney (1967), Glen R. Himmelberg (1968), Samuel S. Goldich und Kollegen (1980), R. L. Bauer (1980), David L. Southwick und Kollegen (1990), R. L. Bauer und Glen R. Himmelberg (1993) sowie R. L. Bauer und Kollegen (2011).

## Geographie
Der Montevideo-Gneis ist im Tal des nach Südosten abfließenden Minnesota Rivers anstehend. Im Stadtgebiet selbst ist er nicht anzutreffen, wohl aber im Südosten entlang dem U.S. Highway 212 in Richtung Granite Falls. Der Gneis unterlagert aber auch die beiderseits des Flusses aufgeschlossene, von Till bedeckte Plateaulandschaft. Zugegen ist der Gneis im Untergrund vom Chippewa-, Kandiyohi-, Meeker-, Renville- und Swift County östlich des Minnesota Rivers. Westlich des Flusses erscheint er im Lac qui Parle County und im Yellow Medicine County. Das Aufschlussgebiet reicht von Kerkhoven im Nordosten bis Granite Falls im Süden sowie bis Canby im Südwesten und reicht in der Umgebung von Gary auch noch nach South Dakota hinein.

## Geologie

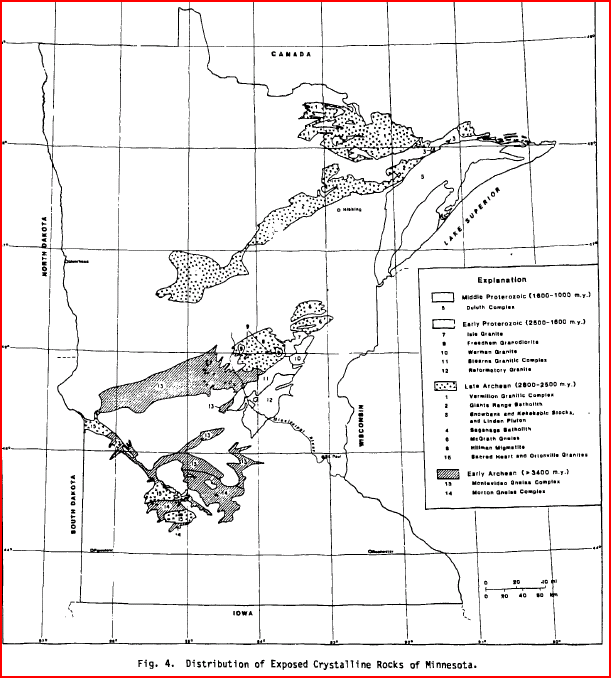
Die anstehenden Kristallingesteine Minnesotas. Der Montevideo-Gneis im Südwesten wird von Nummer 13 repräsentiert.

Tektonisch gehört der Montevideo-Gneis zum Montevideo-Block der spätarchaischen Minnesota River Valley Subprovince (abgekürzt MRV). Die Einteilung der Subprovinz in vier Blöcke beruht hierbei vorwiegend auf Aeromagnetik und Schweremessungen.
Der Montevideo-Block wird gegen Norden vom Nordost-streichenden Appleton Geophysical Lineament (oder auch Appleton Shear Zone – ASZ) gegen den Benson-Block abgetrennt. Die Nordbegrenzung des Benson-Blocks bildet die Great Lakes Tectonic Zone (GLTZ), an der die Wawa Subprovince des Superior Cratons erreicht wird. Der Montevideo-Block grenzt im Süden an den Morton-Block, von dem er durch die Yellow Medicine Shear Zone (abgekürzt YMSZ) separiert wird. Die sinistrale (linksverschiebende) Scherzone verläuft unmittelbar südlich von Granite Falls Ostnordost. Im Osten wird der Block jedoch von Gesteinen, die von der Penokean Orogeny (1860 bis 1830 Millionen Jahre) betroffen wurden, begrenzt. Nur wenig weiter im Osten erscheinen dann bereits zum Midcontinent Rift System zählende Gesteine.
Südlich vom Morton-Block schließt sich dann noch der Jeffers-Block an, welcher von zwei Loben des paläoproterozoischen, rund 1700 Millionen Jahre alten Sioux Quartzites abgedeckt wird. Auch der Morton-Block berührt im Südwesten den Sioux Quartzite, dehnt sich aber noch weiter nach Westen bis an die Staatsgrenze von South Dakota hin aus. Der Jeffers-Block grenzt schließlich im Süden seinerseits mittels der Nordost-streichenden Spirit Lake Tectonic Zone (SLTZ) bereits an das wesentlich jüngere Yavapai-Terran (zirka 1750 Millionen Jahre).

## Erkundungsbohrungen
Zur Erkundung des restlichen Montevideo-Blocks außerhalb des Flusstals wurden Bohrungen niedergebracht. Southwick und Kollegen (1990) erbohrten mehrere Kerne bis zu 10 Kilometer südlich des Appleton Geophysical Lineaments. Sie stießen auf Biotitgranit, pinken und grauen Granit, Biotit-Paragneis und leukokraten Gneis. Eine Bohrung im Sibley State Park nur ein paar Kilometer westlich der Überschiebungsfront des Penokeans ergab einen granitischen Gneis.

## Petrologie
Der Montevideo-Gneis (auf geologischen Karten als Amo ausgewiesen) ist in seinem Standardtyp ein pinkfarbenes bis rotes Quarz-Feldspat-Gestein mit relativ gerader Bänderung. Er wird vorwiegend aus Plagioklas (Oligoklas), Mikroklin und etwas an Biotit aufgebaut. Die Geologie im Montevideo-Block ist aber relativ komplex, daher erscheinen auch noch einige andere Gneistypen als örtliche Abwandlungen in seiner Nachbarschaft. Der einst intrusive Orthogneis wechsellagert mit mafischen und auch aluminosen Gesteinstypen. Letztere haben wahrscheinlich einen zumindest teilweisen, suprakrustalen Ursprung. Die am häufigsten vorkommende Quarz-Feldspat-Varietät ist ein mittelkörniger, biotithaltiger, lagig-ausgezogener, grauer bis grau-pinker Gneis mit generell granodioritischem Chemismus. Dieser Gesteinstyp hat mit 3680 ± 70 Millionen Jahren das bisher höchste Alter erbracht. Weitere Gneisvarietäten (insbesondere um Granite Falls) sind Hornblende-Pyroxen-Granulite und basaltische Amphibolite, die gemeinsam als Ama ausgewiesen werden sowie aus Grauwacken hervorgegangene Biotit-Granat-Gneise (Amn).
Mittlerweile werden vier hauptsächliche Gneistypen unterschieden: ein felsischer Gneis, ein mafischer Gneis, ein Metagrauwackengneis und ein wechsellagiger Gneis (der nur südöstlich von Granite Falls auftritt). Der felsische Gneis wird seinerseits in drei weitere Typen unterteilt: den bereits angesprochenen gebänderten Granodioritgneis, einen mittelkörnigen Granitgneis in der Umgebung von Granite Falls (vormals als Pegmatitgneis bezeichnet) und einen mittelkörnigen Granitgneis in der Umgebung von Montevideo (rote, massive Granitphase bzw. Adamellit). Bei den mafischen Gneisen blieb die alte Unterteilung bestehen: Metagabbro, Hornblende-Pyroxen-Gneis und Amphibolit. Der Metagrauwackengneis entspricht Himmelbergs Granat-Biotit-Gneis. Auch bei den Spätintrusiva gilt dieselbe Terminologie: Gänge aus tholeiitischem Diabas, Hornblendediabas und Olivindiabas. Als epizonaler, anorogener Granit neu beschrieben wurden Goldich's Granit bzw. Lund's später Granit und Himmelberg's kleiner Adamellitkörper.

## Geochemie

### Hauptelemente
Angeführt seien geochemische Analysen des Montevideo-Gneises. Zum Vergleich der Durchschnittswert des Morton-Gneises:
| Oxid Gew. % | Pegmatitischer Biotitgneis | Granodioritgneis 1 | Granodioritgneis 2 | Durchschnitt | Morton-Gneis – Durchschnitt |
| ----------- | -------------------------- | ------------------ | ------------------ | ------------ | --------------------------- |
| SiO2        | 71,60                      | 73,60              | 74,10              | 73,90        | 69,97                       |
| TiO2        | 0,26                       | 0,21               | 0,04               | 0,13         | 0,35                        |
| Al2O3       | 14,10                      | 14,10              | 14,50              | 14,30        | 15,57                       |
| FeO         | 1,65                       | 1,63               | 0,30               | 0,97         | 1,85                        |
| Fe2O3       | 0,85                       | 0,82               | 0,38               | 0,60         | 0,63                        |
| MnO         | 0,03                       | 0,03               | 0,00               | 0,02         | 0,04                        |
| MgO         | 0,50                       | 0,43               | 0,09               | 0,22         | 0,89                        |
| CaO         | 1,73                       | 1,82               | 1,18               | 1,50         | 3,12                        |
| Na2O        | 4,60                       | 4,38               | 3,86               | 4,12         | 5,02                        |
| K2O         | 3,27                       | 2,50               | 5,03               | 3,77         | 1,99                        |
| P2O5        | 0,08                       | 0,07               | 0,00               | 0,04         | 0,11                        |
| Al/K+Na     | 1,27                       | 1,42               | 1,23               | 1,32         | 1,49                        |
| Al/K+Na+Ca  | 0,99                       | 1,07               | 1,04               | 1,05         | 0,97                        |

Die Analysenwerte für SiO2 schwanken zwischen 71,6 und 74,1 Gewichtsprozent, die Gesteine sind somit felsisch (sauer). Ihr K2O + Na2O-Gehalt (K+Na) variiert gleichzeitig zwischen 6,9 und 8,9 Gewichtsprozent. Gemäß TAS entspricht dies Graniten. Sämtliche Gesteine sind metaluminos (mit Al2O3/(K2O + Na2O)>1) und überwiegend auch peraluminos (mit Al2O3/(K2O + Na2O + CaO)>1). Negativ korreliert mit steigendem SiO2-Gehalt sind TiO2, FeO, Fe2O3, MgO, CaO, Na2O und P2O5. Im Vergleich zum Morton-Gneis ist der Montevideo-Gneis generell reicher an SiO2 und K2O und wesentlich deutlicher peraluminos. Alle anderen Hauptelemente sind abgereichert.

## Tektonik
Die prinzipielle Foliation der Gneisgesteine zeigt flach gewellte Falten, deren Achsen sanft nach Nordosten eintauchen. Diese breit angelegten Wellen haben ältere, untergeordnete Faltenzüge reorientiert.

## Alter
Die bisher älteste Datierung hat 3496 ± 9 Millionen Jahre BP erbracht – sie wurde mittels SHRIMP und der Uran-Blei-Datierung an Zirkonen ermittelt. Untersuchter Gesteinstyp war ein Granodioritgneis, analysiert wurden Zirkonkerne. Die noch ältere Angabe von Goldich und Kollegen (1980) mit 3680 ± 70 Millionen Jahre ist aber wegen der hohen Fehlermarge mit Vorsicht zu genießen, außerdem handelt es sich um ein Rubidium-Strontium-Alter. Ein nahezu identisches Alter mit 3485 ± 10 Millionen Jahre lieferte ebenfalls ein Granodioritgneis. Dies ist ein Zirkonkernalter, der Rand war mit 3080 ± 4 Millionen Jahre wesentlich jünger. Ein als Intrusion gedeuteter Biotit-Granitgneis ergab 3385 ± 11 Millionen Jahre und ein ebenfalls intrusiver mafischer Gneis 3141 ± 2 Millionen Jahre. Granulitische Paragneise wurden mit 2619 ± 20 und 2609 ± 1 Millionen Jahre datiert und werden mit dem Alter der maximalen Metamorphose der Algoman Orogeny korreliert.

## Zusammenschau
Der Montevideo-Gneis – ein rotgefärbter Orthogneis granitischer Zusammensetzung mit deutlicher Foliation – ist im Montevideo-Block neben migmatitischen und schiefrigen Granitgneisen sowie Amphiboliten der dominierende Gesteinstyp. Da sämtliche Untergesteinstypen ausreichend Biotit führen, kann von einem sedimentären Ursprung ihrer Protolithen ausgegangen werden. Die Alter des Montevideo-Gneises variieren zwischen 3600 und 3140 Millionen Jahre BP. Diese an magmatischen und ererbten Zirkonkörnern mittels der Uran-Blei-Methode ermittelten Alter dokumentieren die anfängliche Interaktion zwischen dem Montevideo- und dem südlich anschließenden Morton-Block. Die Zirkonkernalter 3496 ± 9, 3485 ± 10 und 3385 ± 8 Millionen Jahre BP werden hierbei als Kristallisationsalter des Montevideo-Gneises interpretiert. Eine mit 3080 ± 4 Millionen Jahre BP datierte Zirkonüberwachsung dürfte hingegen das jüngste tektonische Ereignis im Montevideo-Gneis darstellen.
Zwischen 2609 und 2594 Millionen Jahre BP kann in allen vier Blöcken eine hochgradige Regionalmetamorphose konstatiert werden, welche die obere Amphibolitfazies und die Granulitfazies erreicht hatte – die Altersangaben wurden hierbei an metamorphem Monazit und magmatischem Zirkon mittels U-(Th-)Pb gewonnen. Stellenweise wurde auch Anatexis verwirklicht. Der Montevideo-Block hat gegenüber dem Benson-Block ein generell niedrigeres Schwerefeld und auch weniger Intrusionen.
Schließlich lassen sich aeromagnetisch in allen vier Krustenblöcken mafische Intrusionen und Ganggesteine mit paläoproterozoischen Altern erkennen. Absolut reichen die Alter der Ganggesteine von 2080 bis zirka 1750 Millionen Jahre BP.